# Jante

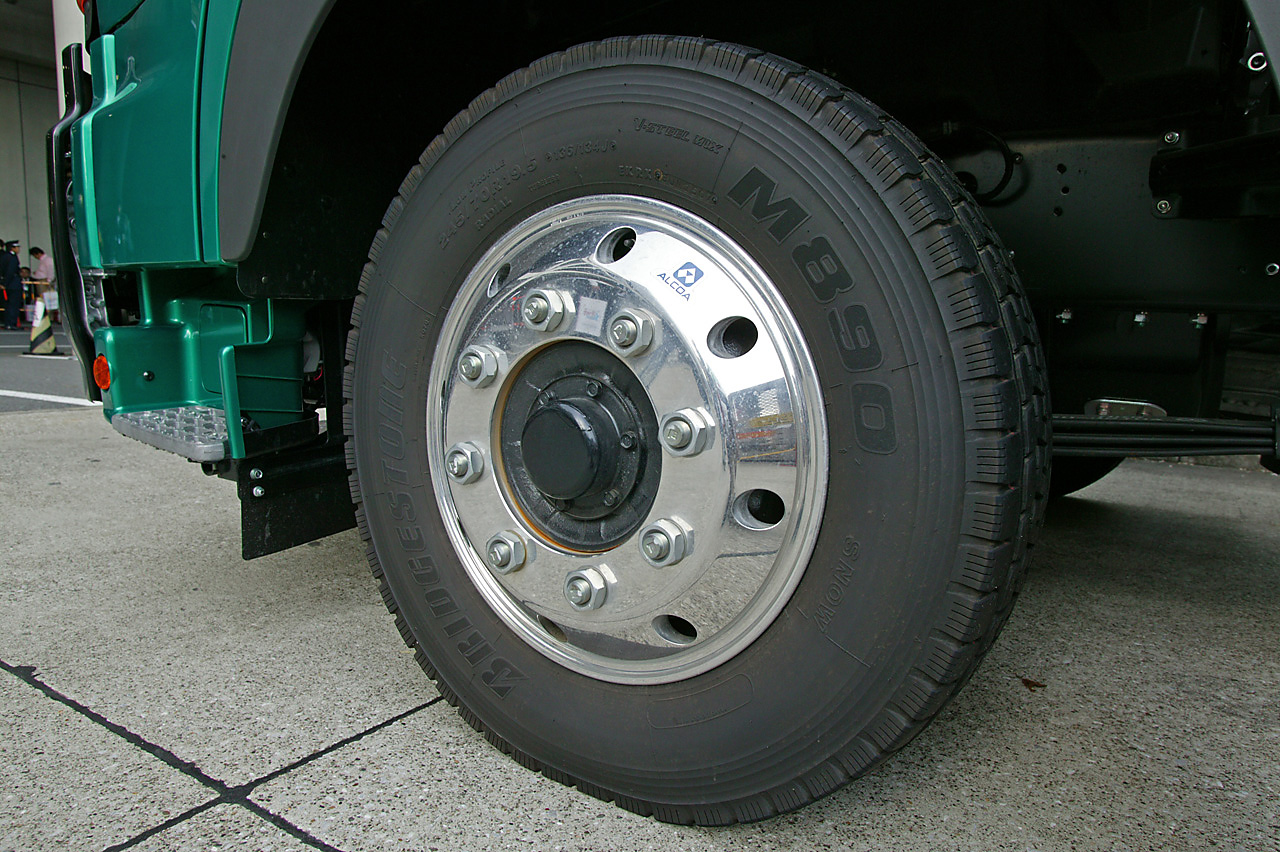
Jante de um camião.

Jante ou aro é a "aresta exterior de uma roda que segura o pneu". O aro cria o desenho circular externo da roda em que a borda interna dos pneus são montadas em veículos como o automóvel.
Jantes não são encontradas somente em carros, elas também são encontradas em veículos como motocicletas, caminhões, aviões, bicicletas, etc. Muitos modelos de carros são equipados com jantes feitas de liga (de alumínio ou magnésio).